# 川上源一 (政治家)
川上 源一（かわかみ げんいち、安政5年1月（1858年） - 大正14年（1925年））は、日本の実業家、政治家。衆議院議員。

## 来歴
信濃国筑摩郡苅谷原村（現長野県松本市）に生まれ、中山道塩尻宿（同県塩尻市）の脇本陣川上家の養子となる。明治18年（1885年）に塩尻町ほか11ヶ村の戸長に任命され、同24年（1891年）長野県会議員となり、鉄道期成同盟会発足にあたり、篠ノ井線、中央本線敷設問題に尽力した。同27年（1894年）の第3回衆議院議員総選挙に当選したが、わずか3か月で議会が解散したため、政界を引退した。
同30年（1897年）に中村太八郎らによって普通選挙期成同盟会が結成されると賛同し、同32年（1899年）に評議員となる。同35年（1902年）からは実業界に進出し、中央本線塩尻駅で「川上屋」の屋号で駅弁販売業に専念した。